# Arxiu Comarcal del Berguedà
L'Arxiu Comarcal del Berguedà (ACBR) té per objectiu ingressar, gestionar, conservar i difondre la documentació, ja sigui activa, semiactiva o històrica, de les entitats tant públiques com privades de la comarca del Berguedà. Des del 1983 forma part del Sistema d'Arxius de la Generalitat de Catalunya (SAC) i, per tant, és gestionat pel Consell Comarcal del Berguedà i l'Ajuntament de Berga sota la direcció tècnica del Departament de Cultura de la Generalitat de Catalunya

## Història
L'Arxiu Comarcal del Berguedà és l'hereu de l'Arxiu Històric de la Ciutat de Berga del qual en tenim referències des del segle xiv. Els primers anys de la seva vida transcorren molt lligats a la Casa de la Vila i al llarg de la història patí nombroses vicissituds que obligaren a moure'l del seu emplaçament tradicional. Així doncs, durant la Guerra Gran (1793-1795), per tal de protegir-lo, l'Arxiu s'amagà sobre les voltes de la presó i el 1798, després que una part de la Casa de la Vila es cremés, l'arxiu de nou es traslladà. El 1810 durant la Guerra del Francès (1808-1814), davant la por que els tropes franceses entressin a la vila, l'arxiu es portà a Castellar del Riu i a Gavarrós i un cop acabada la Guerra l'arxiu retornà a Berga on el 1822, durant el Trienni Liberal, el guerriller absolutista Tomàs Costa (el Misses) el cremà parcialment.
Després d'aquest incident, l'Arxiu visqué uns anys de relativa calma fins que esclatà la Guerra Civil (1936). Aleshores va rebre la protecció de la Secció d'Arxius del Servei de Patrimoni Artístic i Científic de la Generalitat de manera que, el maig del 1938, l'Arxiu Municipal i el Parroquial de Berga foren recollits. El 1939, finalitzada la Guerra Civil, ambdós arxius retornaren a la ciutat i el Municipal s'instal·là en el soterrani de l'Ajuntament fins que el 1975 passa al segon pis.
El 1983 es firmà un conveni entre l'Ajuntament de Berga i la Generalitat de Catalunya on es preveia la creació de l'Arxiu Comarcal del Berguedà que va veure la llum el 2001, quan tota aquella documentació pertanyent a l'Arxiu Històric de Berga es trasllada des de la casa Massana fins a l'edifici que actualment acull l'Arxiu Comarcal, el Pavelló de Suècia.

## Edifici
El Pavelló Suècia és un edifici singular que evoca al Pavelló que Suècia erigí a Barcelona per l'Exposició Universal del 1929. Per tant, en origen era un espai expositiu pensat per mostrar els treballs en fusta dels artistes i artesans d'aquest país. Un cop acabada l'exposició, Suècia donà el seu Pavelló a la Ciutat de Barcelona amb la condició que fos dedicat a una finalitat social o educativa. El 1932 l'Ajuntament de Barcelona va decidir que el pavelló es convertís en una escola d'alta muntanya per a nenes amb necessitats socials i l'oferí a concurs. La ciutat de Berga presentà el projecte Colònia Escolar Permanent amb el qual guanyà aquest pavelló inaugurat per Lluís Companys el 1933. Després de la Guerra Civil, aquest Pavelló passà a formar part de les dependències de la Caserna Militar de Berga i als anys seixanta fou desmantellat. Així doncs, l'edifici que podem veure actualment és una reconstrucció inaugurada l'any 2001. Està situat al número 2 del carrer Colònia Escolar Permanent de Berga.

## Alguns documents

### Privilegi de “Non Separando”

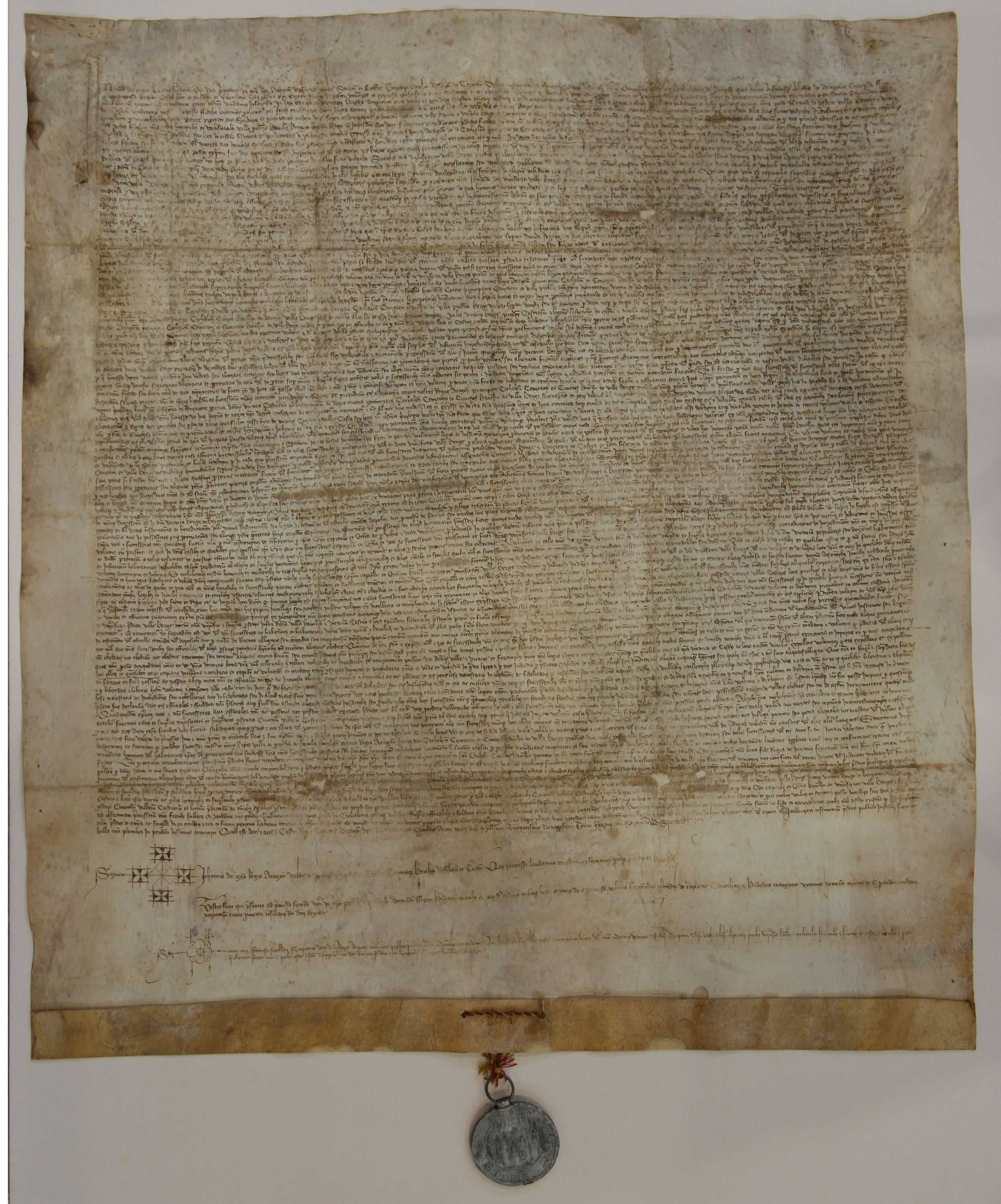
El Privilegi de Non Separando és un pergamí del 1393 que recull un privilegi que prometia als berguedans que no serien separats mai del domini directe del rei.

Aquest pergamí del 14 d'octubre del 1493 recull un dels privilegis més estimats per l’antiga vila de Berga, es tracta del de “Non separando” que prometia als berguedans que no serien separats mai del domini directe del rei. D’antiga concessió, el rei Joan I es va acollir a una de les excepcions per a cedir la vila de Berga, com a dot de la seva filla Joana, al seu gendre Mateu de Foix, que actuà a la vila com ho havien fet els seus antics senyors feudals. Els darrers, els Mataplana deixaren trist record. Els berguedans recolliren més de cinc mil florins per pagar un rescat al rei i tornar a la corona, a canvi el rei concedí de nou el privilegi, en termes molt més estrictes, que suposaren l’alliberament definitiu de la vila del domini nobiliari. El privilegi es va mantenir fins a la fi de les antigues ordinacions locals catalanes amb Felip V, tanmateix seguí viu el record. El 1993, en ocasió de celebrar-se el seu 600è aniversari, la ciutat va fer restaurar aquest pergamí.

### Llibre dels Administradors

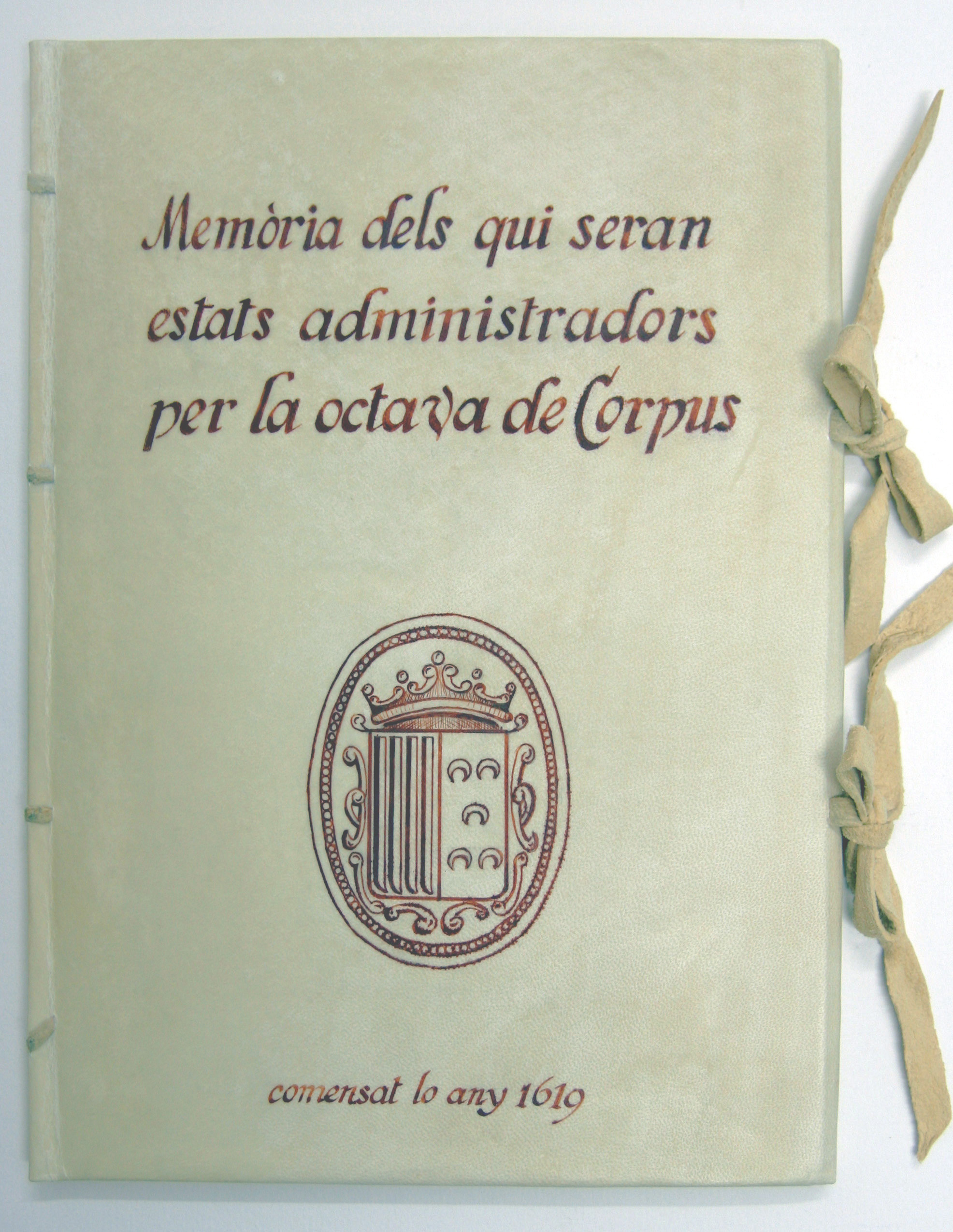
El Llibre dels Administradors de 1619 és un registre dels que han estat Administradors de l'octava de Corpus

Es conserva des del 1619 el Registre dels que han estat Administradors de l'octava de Corpus; encara avui el llibre actual successor d'aquest, és signat per administradors de la Patum i caps de colla en un ple municipal solemne, que se celebra el diumenge següent a l'Ascensió en el que es decideix, quasi sempre, fer la Patum.

### Imatges de Josep Deseuras i Vilanova
Fons d’Imatges de Josep Deseuras i Vilanova, fotògraf berguedà de la segona meitat del segle xx. Aquest fons compta amb 89.600 negatius d'entre el 1952 i 1998. D'ençà que es va fer pública aquesta cessió, les imatges són molt demandandes, ja que en ser contractat sovint per l’Ajuntament, hi ha multitud d’esdeveniments de l’època a més de celebracions particulars: casaments, bateigs, comunions, etc. Bàsic per organitzar algunes de les exposicions d’entitats que l’Arxiu ha organitzat (Cinquantenari Penya Boletaire, Colla Sardanista, Club d'Esquí Berguedà...).

### Dietari de Ramon Vinyes i Cluet
El Fons Personal Ramon Vinyes i Cluet de l’Arxiu Comarcal del Berguedà fou donat l’any 2000 a l’Ajuntament de Berga per Lluïsa Riera, cunyada i hereva de l'escriptor Ramon Vinyes, com consta en l’acta del Ple del citat Ajuntament, celebrat el 2 de març de 2000. El dietari de Vinyes, conservat sense interrupció entre març de 1939 i desembre de 1940, és distribuït en cinc quaderns. Constitueix un valuós testimoni del primer exili català, on cal destacar els contactes a París i Tolosa amb personalitats com Ventura Gassol, Pierre Vilar, Claude Simon, Alfons Maseras, Eduardo Ortega y Gasset, etc. Posteriorment narra el retorn de França a Barranquilla, el febrer de 1940, i la readaptació a Colòmbia, mentre seguia en contacte amb autors catalans ubicats en altres països.

### Llibre dels Elois

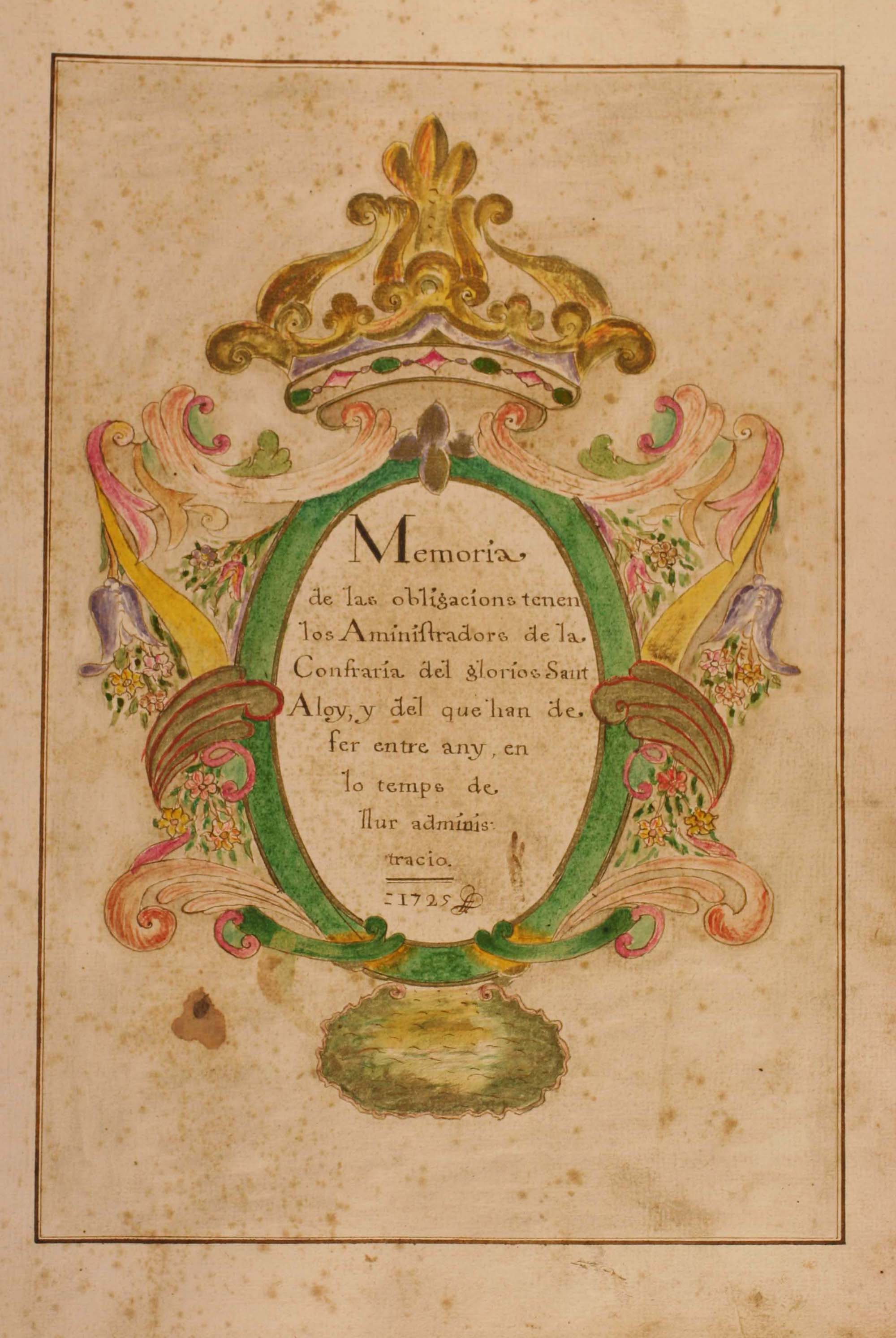
El Llibre dels Elois, del, recull les ordinacions, les actes i la llista de membres del Gremi dels Elois de Berga. És un testimoni de l’antiga i esplendorosa vida associativa berguedana.

Aquest llibre recull les ordinacions, les actes i la llista de membres del Gremi dels Elois de Berga. És un testimoni de l’antiga i esplendorosa vida associativa berguedana. El gremi, antic, les primeres ordinacions conegudes del qual són del 1579, tingué una notable puixança al segle xviii, molt vinculada a la primera industrialització berguedana, i es va anar transformant també arran de l'establiment de nombrosos tallers i fàbriques tèxtils. Les ordinacions es referen el 1724 i el 1774. Entre els seus agremiats sobresurten els oficis que tenien vinculació amb les activitats tèxtils, sense treballar en la producció directa, de manera destacada els traginers, encarregats de fer arribar a Berga les matèries primeres de la indústria, el cotó sobretot, i de dur els productes manufacturats als centres de distribució, sobretot a Barcelona. El gremi dels Elois, tot i no ser l’únic, aplegava bona part dels oficis del que era aleshores la vila de Berga.

## Fons
Els fons que avui dia es conserven, a l'Arxiu Comarcal del Berguedà, es començaren a configurar en època medieval amb el naixement de l'Arxiu de la Ciutat de Berga, documentat des del segle xiv. Però en el transcurs dels segles ha patit importants pèrdues i adquisicions, configurant el quadre de fons que avui en dia defineix aquest arxiu.
Per fer-se una idea dels successos que han marcat la configuració dels fons conservats, cal retrocedir al segle xviii, moment en què la història de l'arxiu comença a documentar-se. Aleshores es considerava l'Arxiu de l'Ajuntament per tant, es trobava a la Casa de la Vila i la major part de la documentació que conservava era de caràcter administratiu. Després de l'incendi de la Casa de la Vila (1798) l'arxiu es traslladà i es té constància que part dels fons es van extraviar en el transcurs d'aquesta mudança. El 1823 els partidaris del règim absolutista fugen precipitadament de la comarca, abandonant “molts lligalls de repartiment de cadastres robats als ajuntaments de Berga i de Bagà”, és per això que alguns volums de cadastres berguedans es troben actualment a l'Arxiu Històric de Lleida Arxivat 2011-12-06 a Wayback Machine.. La dispersió i la destrucció dels documents és una constant en els arxius, degut al poder que aquests podien tenir. Per això, no és d'estranyar que, un cop restablert l'absolutisme (1823), la por a les represàlies va fer que els liberals destruïssin les actes i altra documentació del Trienni Constitucional (1820-1823). D'altra banda, algunes famílies que durant aquests anys fugiren a Barcelona s'endugueren part de l'Arxiu Municipal i del d'Hipoteques.
Amb l'arribada del segle xx, el 1900, es decidí transferir la documentació militar dipositada en aquest arxiu a la Comandància de Berga. Aquesta fou una transferència parcial, de manera que part del material encara resta a l'Arxiu. Entre 1915 i 1919 es destrueixen alguns documents, que no es consideraven importants, per fer lloc a la nova documentació i el 1937, en una inspecció prèvia al recolliment de l'Arxiu per part de la Generalitat Republicana, es detectà que havia desaparegut el llibre Verd de la ciutat el qual no s'ha recuperat. El 1939, passada la Guerra Civil, es repassa l'inventari del 1938 i s'incorpora nova documentació fins al 1950.
Des que el 1983 se signà el conveni perquè l'Arxiu Històric es convertís en Arxiu Comarcal, l'ingrés dels seus fons s'ha ampliat considerablement i ja no només acull fons administratius sinó també d'altres procedents d'entitats públiques i privades, locals o comarcals, i documentació personal o patrimonial que configuren el quadre de fons actual. Durant els darrers anys també s'ha dut a terme una intensa tasca per tal de crear una important biblioteca i una destacada hemeroteca de temàtica berguedana que apleguen més de 713 títols i 1258 capçaleres.